# Cegielnia (Malachin)
Cegielnia – nieoficjalny przysiółek wsi Malachin w Polsce położony w województwie pomorskim, w powiecie chojnickim, w gminie Czersk.
W latach 1975–1998 miejscowość należała administracyjnie do województwa bydgoskiego.